# Lišice (Dolní Lukavice)
Lišice jsou vesnice, část obce Dolní Lukavice v okrese Plzeň-jih v Plzeňském kraji. Nachází se přibližně dvacet kilometrů jižně od Plzně a pět kilometrů severně od Přeštic. Je zde evidováno 155 adres. V roce 2011 zde trvale žilo 159 obyvatel. Lišice leží v katastrálním území Lišice u Dolní Lukavice o rozloze 3,9 km². Obec je plynofikována a v roce 2016 započala stavba kanalizace. V obci funguje sbor dobrovolných hasičů čítající zhruba 30 členů.

## Historie
První písemná zmínka o vesnici pochází z roku 1379. Původní název obce byl Lišce.
Obec patřila v minulosti k hornolukavickému panství. V roce 1407 je zmiňován majitel Jan Lukava z Lukavice. V jeho rodu byla ves do roku 1502, kdy bratři Zdeněk a Oldřich prodali část Lišic bratrům Lvíkovi a Markvartovi z Řeneč. Koncem 16. století byla ves vypálena Jiříkem Bohuší z Otěšic. Větší část vsi patřila ke Snopoušovům. Obě části snopoušovskou v roce 1603 a snopoušovskou v roce 1614 spojil koupí Jáchym Loubský z Lub.[ujasnit] Tím byly Lišice trvale připojeny k dolnolukavickému panství. Roku 1787 vznikla osada Račany (dnes Hradčany) spadající pod tehdejší obec Lišice. Od roku 1961 jsou Hradčany obhospodařovány obcí Chlumčany. Nedaleko vesnice od roku 1958 fungoval pionýrský tábor Okřídlený šíp, spadající pod válcovny plzeňské Škodovky. Při povodních v roce 2002 byla část vesnice zaplavena.
V roce 1926 byl založen sbor dobrovolných hasičů, zakoupena motorová stříkačka a postavena hasičská zbrojnice.
V roce 1930 byla založena obecní knihovna.

## Galerie

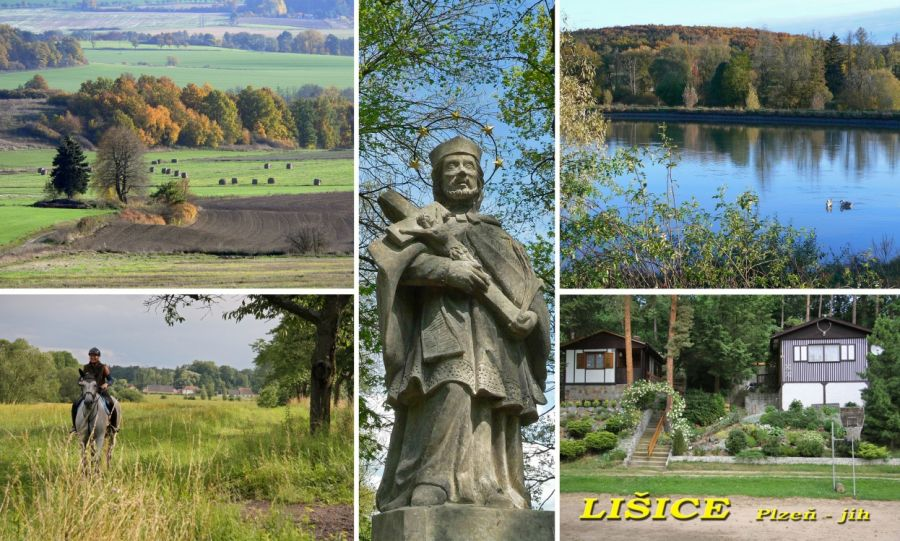
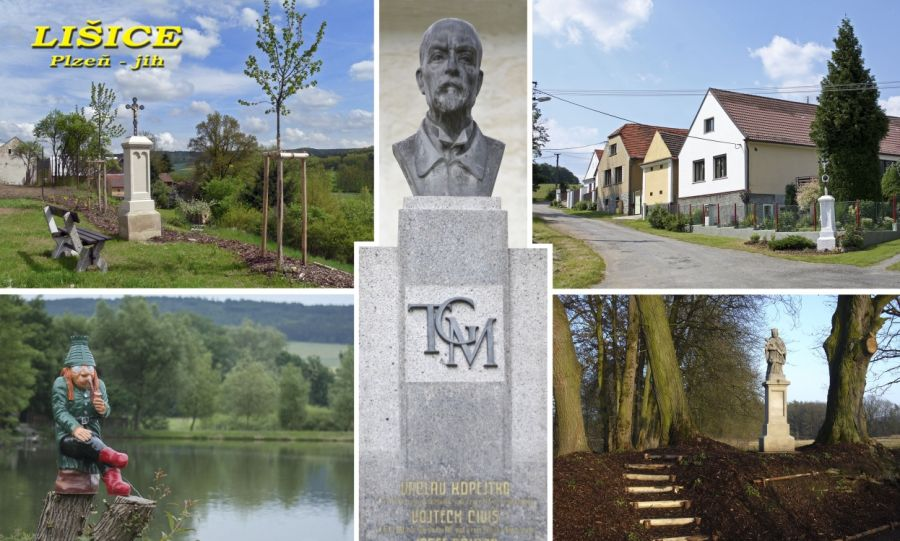
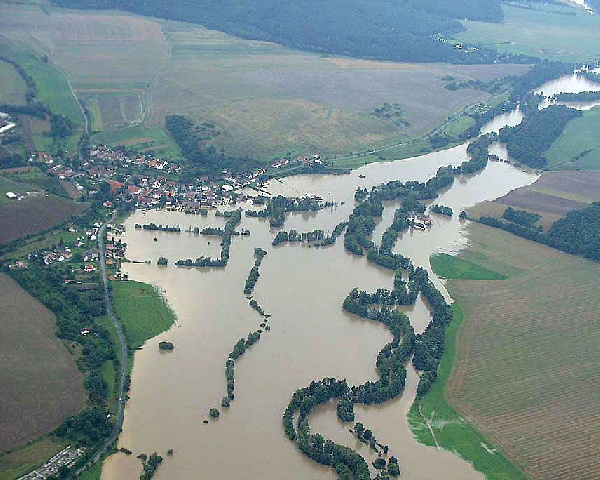

## Obyvatelstvo
| Rok            | 1869 | 1880 | 1890 | 1900 | 1910 | 1921 | 1930 | 1950 | 1961 | 1970 | 1980 | 1991 | 2001 | 2011 | 2021 |
| -------------- | ---- | ---- | ---- | ---- | ---- | ---- | ---- | ---- | ---- | ---- | ---- | ---- | ---- | ---- | ---- |
| Počet obyvatel | 267  | 306  | 303  | 330  | 347  | 350  | 350  | 264  | 264  | 222  | 194  | 169  | 157  | 165  | 190  |
| Počet domů     | 47   | 51   | 55   | 57   | 58   | 61   | 67   | 70   | 70   | 63   | 62   | 69   | 73   | 77   | 79   |

## Obecní správa
Při sčítání lidu v letech 1850–1959 Lišice byly samostatnou obcí v okrese Přeštice. Od roku 1960 jsou částí obce Dolní Lukavice v okrese Plzeň-jih. V letech 1850–1959 k obci patřily Hradčany.

## Pamětihodnosti

### Zvonička
V roce 1931 byla postavena zvonička, která nahradila starou zbouranou v roce 1930. Na vymalování a pořízení svatých obrazů byla pořádána sbírka. Ve zvoničce je zavěšen zvon, který v době výstavby nové zvoničky byl zavěšen na lípě u domu čp. 10. V květnu 1942 byl zvon odevzdán do Přeštic v důsledku válečného rekvírování zvonů. V roce 2004 byla zvonička opravena.

### Vodní mlýn
Vodní mlýn je poprvé uváděn v roce 1741, kdy byl vrchností prodán mlynáři Vavřinci Laurovi. V letech 1924–1925 byl rekonstruován. Měl čtyři složení a pilu. V roce 1960 byl ve mlýně zřízen teletník. Později byl adaptován a slouží k bydlení. V roce 2003 byl značně poškozen povodní.